# Sphaeniscus lindbergi
Sphaeniscus lindbergi är en tvåvingeart som beskrevs av Erich Martin Hering 1958. Sphaeniscus lindbergi ingår i släktet Sphaeniscus och familjen borrflugor. Inga underarter finns listade i Catalogue of Life.